# والنتین گولوبف
والنتین گولوبف (متولد ۳ مهٔ ۱۹۹۲) بازیکن والیبال اهل روسیه است. وی در تیم ملی والیبال مردان روسیه عضویت دارد و در والیبال قهرمانی مردان جهان ۲۰۱۴ نیز عضو تیم ملی کشورش بود.

## باشگاه
- باشگاه والیبال لوکوموتیو نووسیبیرسک (۲۰۱۴)